# جایزه بزرگ اسپانیا ۱۹۸۶
جایزه بزرگ اسپانیا ۱۹۸۶ (انگلیسی: ‎1986 Spanish Grand Prix‎) یک مسابقهٔ موتوری در رشتهٔ اتومبیل‌رانی فرمول یک بود که در تاریخ ۱۳ آوریل ۱۹۸۶ در پیست خرز واقع در خرز ده لا فرونترا، اسپانیا برگزار شد. این گراند پری در میان ۱۶ گراند پری در فصل ۱۹۸۶، مسابقهٔ شمارهٔ ۲ بود.
در این مسابقه که در ۷۲ دور و به مسافت ۳۰۳٫۶۹۶ کیلومتر (۱۸۸٫۷۰۸ مایل) برگزار شد، پول پوزیشن توسط آیرتون سنا کسب شد و سریع‌ترین زمان برای طی یک دور پیست که برابر با ۱:۲۷٫۱۷۶ بود نیز توسط نایجل منسل به ثبت رسید.
آیرتون سنا از تیم لوتوس-رنو، نایجل منسل از تیم ویلیامز-هوندا و آلن پروست از تیم مک‌لارن-تگ به‌ترتیب مقام‌های اول تا سوم مسابقه را کسب کردند.

## رده‌بندی قهرمانی پس از مسابقه
|       | جایگاه | راننده     | امتیاز |
| ----- | ------ | ---------- | ------ |
|       | ۱      | آیرتون سنا | ۱۵     |
|       | ۲      | نلسون پیکه | ۹      |
|       | ۳      | نایجل منسل | ۶      |
|       | ۴      | ژاک لافیت  | ۴      |
|       | ۵      | آلن پروست  | ۴      |
| منبع: |        |            |        |

|       | جایگاه | سازنده        | امتیاز |
| ----- | ------ | ------------- | ------ |
|       | ۱      | ویلیامز-هوندا | ۱۵     |
|       | ۲      | لوتوس-رنو     | ۱۵     |
|       | ۳      | لیجیه-رنو     | ۷      |
|       | ۴      | مک‌لارن-تگ     | ۷      |
|       | ۵      | بنتون-ب‌ام‌و    | ۴      |
| منبع: |        |               |        |

یادداشت
- تنها پنج جایگاه نخست از هر رده‌بندی نمایش داده شده‌است.